# Розумовський Олексій Кирилович
Розумовський Олексій Кирилович (12 (23) вересня 1748, Петербург — 5 (17) квітня 1822, Почеп, Стародубщина) — державний діяч Російської імперії, граф. Син українського гетьмана Кирила Розумовського. Родоначальник дворян Перовських: батько Антонія Погорільського, дід Олексія Толстого, прадід Софії Перовської.

## Біографія
Народився у Петербурзі. Його учителем був німецький історик, член Російської АН А. Шлецер.
Вчився у Стразбурзькому університеті.
З 1769 року був придворним Катерини II, сенатор у 1786-95 роках.
1795 року вийшов у відставку.
Від 1807 року — попечитель Імператорського Московського університету (за його наказом ректора стали обирати не на рік, а на три).
Був покровителем Товариства дослідників природи.
1810-1816 — міністр народної освіти. У перші роки багато зробив для розвитку початкових і середніх шкіл (за його сприяння відкрито Царськосільський ліцей, Грецьке училище в Ніжині, гімназію у Києві, Історико-філологічне товариство при Харківському університеті), згодом почав проводити реакційну політику щодо освіти та насильницьку русифікацію Правобережної України і Білорусі.
Був членом масонської ложі, віце-президентом Російського Біблійного товариства.
Після відставки жив у Підмосков'ї, а в останні роки — в Україні (у Почепі Мглинського повіту на Стародубщині (нині у складі Брянської області РФ), де й помер.